# Fagiano Okayama
Fagiano Okayama é um clube japonês de futebol da cidade de Okayama, fundado em 1975. Em 2008, conquistou o quarto lugar na Japan Football League, garantindo acesso à J2 League. Em 2024, o clube alcançou a promoção histórica à J1 League após vencer o Vegalta Sendai por 2 a 0 na final do playoff de promoção.
O nome "Fagiano" significa "faisão" em italiano, inspirado na lenda local do personagem Momotarō. O mascote do clube é Fagimaru, um faisão verde.

## Desempenho na Temporada 2024
Na temporada 2024 da J2 League, o Fagiano Okayama terminou em 5º lugar com 65 pontos, classificando-se para os playoffs de promoção. Na final, derrotou o Vegalta Sendai por 2 a 0, garantindo a promoção à J1 League pela primeira vez.

## Estádio
O Fagiano Okayama manda seus jogos no Kanko Stadium, com capacidade para 20.000 espectadores. O estádio é conhecido por sua atmosfera vibrante e o forte apoio da torcida local.